# Мехтільда Маґдебурзька
Мехтільда Маґдебурзька (нім. Mechthild von Magdeburg; бл. 1207, Магдебурзьке архієпископство — 1282, Гельфтський монастир) — християнська містичка.

## Біографія
Існує мало інформації про мирське життя Мехтільди, а ту що є, можна знайти тільки у її працях. Ймовірно, походить від знатних батьків з лицарського роду, оскільки Мехтільда здобула добру освіту. Коли їй було дванадцять років, у неї були перші містичні видіння. Коли вона була одна, то її «привітав Святий Дух всюдиприсутньою блаженною течією, так що я ніколи не могла дозволити собі великий, щоденний гріх». Ймовірно, приблизно у 20 років вона переїхала до Магдебурга, де 40 років прожила бегинкою. Приблизно у 1250 році на прохання свого сповідника, домініканця Генріха Галльського, вона почала писати про свої містичні переживання. Генріх Галльський упорядкував її замітки, написані середньонижньонімецькою мовою, для перших шести із семи книг про «Безперервне світло Боже». Ймовірно, завдяки увазі до її письма та її критики тогочасного релігійного життя, церкви та світу, вона провела останні роки свого життя у самоті в цистерціанському Гельфтському монастирі, який процвітав при Ґертруді Гакеборнзькій. Там вона також познайомилася з молодою Ґертрудою Гельфтською. Мехтільда Маґдебурзька прожила в монастирі 12 років і за цей час до списку її творів додалась ще одна книга.
Протягом 20 років Мехтільда Маґдебурзька, імовірно, практикувала жорстке умертвлення тіла: «Мені завжди доводилося дуже боятися і протягом всієї молодості потрібно було приборкувати своє тіло сильними ударами; це були: зітхання, плач, сповідь, піст, пробудження, ухилення і постійна молитва». Вона описувала власне тіло як вбивцю і ворога, як «жалюгідне підземелля», як мертву смердючу собаку і мішок.
Хоча Мехтільда ніколи не була канонізована і не було традиційного вшанування містички, деякі енциклопедії помилково зараховують її до лику святих. До першої публікації її книги одкровення у 1869 році бегинка була практично невідома. Тільки феміністичні середньовічні дослідження XX століття зробили її іконою жіночої містики, зважаючи на високу поетичну якість її творів. Немає також її середньовічних зображень (іноді згадується рельєф із Вюрцбурга, який, правда, стосується легенди про візії імператора Генріха II).

## Твори
У своїх семи творах «Безперервне світло Боже» Мехтільда використовувала пісні над піснями і мінезанг, для того щоб описати містичний шлюб душі з Христом. На Мехтільду вплинули Єлизавета Угорська, Бернард Клервоський, Давід Ауґсбурзький, Гільдеґарда Бінґенська та Григорій Великий. Її твори вважаються одним з найбільш вражаючих прикладів німецької жіночої містики і показують високий рівень жіночої освіти в середньовіччі.
Оригінал тексту нижньонімецькою мовою не зберігся, залишились тільки переклади на південнонімецькому діалекті, які були написані між 1343 та 1345 роками у колі Базельських Божих друзів, очолюваних Генріхом Нердлінзьким. Нині цей рукопис знаходиться у Бібліотеці в Айнзідельні під назвою «Codex Einsidlensis 277». Крім того, деякі інші збережені уривки або фрагменти документують досить широку середньовічну рецепцію(переймання) творів Мехтільди. На додаток, її твори були досить рано перекладено на латинську мову, проте неточно та спрощено. Також зберігся обширний рукопис цих творів, який містить перші шість книг «Безперервного світла Божого», хоча послідовність текстів інша.
Її твір «Безперервне світло Боже» — це комплексний твір, який складається з різних поетичних частин та дуже різних прозових творів. Мехтільда поєднує описи видінь та візій, молитов, медитацій, алегорій та проповідей і пише у різних жанрах, поперемінно використовуючи прозу та ліричні уривки. Крім того, вона подає короткі, автобіографічні уривки.
Вольфґанґ Мор описує творчість Мехтільди як «можливо, найсміливішу еротичну поезію, яку ми маємо з середньовіччя».
Також у її творах можна знайти видіння чистилища та пекла. У надзвичайно жорсткій формі вона описує муки грішників та їхнє покарання чортами.

## Дні спомину та пам'ятники
- Католицька церква: 15 серпня (небеатифікована чи канонізована)[10]
- Євангелічна церква: 26 лютого (у євангельському календарі імен)
- Англіканська церква: 19 листопада (у спільних богослужіннях)

У Маґдебурзі знаходиться скульптура на честь святої Мехтільди Маґдебурзької.